# 人民广场站 (吉隆坡)
人民广场站位於吉隆坡半山芭路，是吉隆坡安邦线和大城堡线的其中一个高架轻快铁车站。本站位于吉隆坡一个闲置工程——人民广场内。本站属于安邦线第一阶段线路，于1996年12月16日开始运营。
本站為安邦線人流量最高的車站之一，臨近的富都車站是吉隆坡重要的轉運站之一，其部分樓層也被改造成為城市轉型中心（UTC），各公部門的機關機構都在這裡這裡設置辦事處，為人民廣場站引來大量前來辦理公務的人潮。
本站位于吉隆坡茨厂街（唐人街）旁，周邊地區也有許多的古蹟、其他民族的傳統社區和廉價賓館，每日有許多的觀光客使用本站。
此外，本站设有地下通道与临近的捷运站默迪卡站，可以直接在该站换乘至加影线的其他车站。

## 历史
本站原本預計與人民廣場（Plaza Rakyat）共構，而該項計劃的原本規劃成為交通樞紐，將輕快鐵、客運和計程車等各項公共交通彙整在同一建築下，同時也包括24樓的飯店、46樓的公寓、79樓高辦公大樓和購物中心，總面積達66萬3595平方公尺，在1992年開始動工。有關工程預計在1998年12月完工，但在1997年面臨亞洲金融危機，導致工程展延，使得該計劃擱置至今，僅有輕快鐵的站體完工。
站體在吉隆坡快捷通接手後開始陸續進行各項設備提升工程，如：月台美化、增設升降梯、廁所等設備。因本站被嵌入到未完工的人民广场内，使得本站內僅有一個出入口，並設置一條長達150米的臨時通道通過廢棄的工程地段通往富都車站，該站周邊有許多的觀光景點和交通中心，人流量甚高，但鐵皮製的臨時通道設施簡陋及髒亂的衛生環境，常常引起市民與觀光客的詬病，車站站體的各項設備提升後，該條臨時通道的設備仍是被有關當局所忽略的。
2007年7月9日，本站为了阻止大量的示威者參與709大集會而實行過站不停。

### 站内换乘
本站自2017年7月17日后可换乘至 KG17  默迪卡站。原本本站被设计为一座「转乘站」，乘客需要出站才能转换至加影线，但后来官方更新表明本站将是一座「换乘站」，意味着乘客无须出站就可前往其他线路。

## 車站結構
本站的设计与其他安邦/大城堡线车站不同。其他安邦/大城堡线车站由一个白灰色外墙和顶棚格子框架支撑结构组成，但本站因被嵌入到未完工的人民广场内，使得其拥有较厚的、未经处理的混凝土柱和天花板以及暴露的管道。本站周围被弯曲的布料包裹，而柱子也被漆上颜料以软化车站内部的粗糙外观。车站的站台通过手扶梯和楼梯连接到下方的大厅区域，那里是购买车票的地方。这个车站也设有电梯。
| 二楼     |                                                          | |
| 侧式站台 |                                                          | |
| 1号站台: | 3 安邦线/4 大城堡线 34往 AG1 SP1 冼都東 (→)              | |
| 2号站台: | 3 安邦线/4 大城堡线 34往 SP31 布特拉高原与 AG18 安邦 (←) | |
| 侧式站台 |                                                          | |
| 一樓     | 车站大厅                                                 | 验票闸门、自动售票机、车站控制台、便利商店、通往卫理男校的人行天桥、富都车站、半山芭路、付费区通往 SBK17 默迪卡站的行人步道。 |

## 車站周邊
- 默迪卡体育场
- 马来亚银行大厦
- 茨廠街
- 富都中环車站
- 尊孔獨中
- 尊孔华中
- 吉隆坡卫理男校（Methodist Boys' School）
- 大家購物中心（Kota Raya）